# Football Club Crotone 2025-2026
Questa voce raccoglie le informazioni riguardanti il Football Club Crotone nelle competizioni ufficiali della stagione 2025-2026.

## Stagione
La stagione 2025-2026 sarà per il Crotone la 34ª partecipazione nella terza serie del Campionato italiano di calcio.
I rossoblù hanno svolto il ritiro precampionato a Trepidò, frazione del comune di Cotronei dal 17 luglio 2025 al 1º agosto.

## Divise e sponsor
Lo sponsor tecnico per la stagione 2023-2024 è Zeus Sport, mentre gli sponsor ufficiali sono San Vincenzo Salumi (main sponsor), Envì Group (co-sponsor).

## Organigramma societario
Organigramma tratto dal sito ufficiale della società.
Area direttiva
- Presidente: Gianni Vrenna[4]
- Direttore generale: Raffaele Vrenna jr.[7]
- Consiglieri: Antonio Vrenna, Vincenzo Calfa, Alessandro Brutto

Area sanitaria
- Responsabile: Massimo Iera
- Medici sociali: Loris Broccolo
- Fisioterapisti: Armando Cistaro, Antonio Sessa

Area organizzativa
- Segretario generale: Emanuele Roberto
- Segretario amministrativo: Carlo Taschetti
- Segretario sportivo: Anselmo Iovine
- Team manager: Gregorio Allevato
- Amministrazione: Rosario Panebianco

Area comunicazione e marketing
- Responsabile: Rocco Meo
- Responsabile ufficio stampa: Luciano Ierardi
- Ufficio stampa: Idemedia
- Responsabile marketing: Luigi Pignolo

Area tecnica
- Direttore sportivo:
- Allenatore: Emilio Longo
- Allenatore in seconda: Vincenzo Migliaccio
- Collaboratore tecnico: Francesco Favasuli
- Preparatore atletico: Pietro La Porta, Roberto Parisi
- Preparatore dei portieri: Nicola Barasso
- Match analyst: Stefano Corno, Giuseppe Durante

## Rosa
Tratto dal sito ufficiale.

In corsivo i calciatori ceduti a stagione in corso.

Rosa aggiornata all'11 luglio 2025
| N. |                    | Ruolo | Calciatore             |
| -- | ------------------ | ----- | ---------------------- |
| 2  | Italia (bandiera)  | D     | Marcello Piras         |
| 3  | Francia (bandiera) | D     | Maxime Giron           |
| 5  | Italia (bandiera)  | D     | Riccardo Cargnelutti   |
| 6  | Italia (bandiera)  | D     | Davide Di Pasquale     |
| 7  | Italia (bandiera)  | C     | Enrico Oviszach        |
| 8  | Italia (bandiera)  | C     | Riccardo Stronati      |
| 9  | Italia (bandiera)  | A     | Guido Gómez (capitano) |
| 10 | Italia (bandiera)  | C     | Mattia Vitale          |
| 11 | Italia (bandiera)  | A     | Jacopo Murano          |
| 12 | Italia (bandiera)  | P     | Antonio Pio Martino    |
| 13 | Italia (bandiera)  | D     | Nicolò Armini          |
| 15 | Brasile (bandiera) | C     | Vinicius               |
| 16 | Italia (bandiera)  | C     | Andrea Gallo           |
| 18 | Italia (bandiera)  | D     | Alessio Guerini        |
| 19 | Italia (bandiera)  | A     | Raffaele Cantisani     |

| N. |                    | Ruolo | Calciatore                       |
| -- | ------------------ | ----- | -------------------------------- |
| 20 | Italia (bandiera)  | A     | Federico Ricci                   |
| 21 | Italia (bandiera)  | C     | Andrea Barberis                  |
| 22 | Italia (bandiera)  | P     | Francesco D'Alterio              |
| 23 | Italia (bandiera)  | D     | Filippo Groppelli                |
| 24 | Italia (bandiera)  | P     | Jacopo Sassi                     |
| 25 | Italia (bandiera)  | D     | Niccolò Cocetta                  |
| 33 | Italia (bandiera)  | D     | Andrea Rispoli (vice capitano)   |
| 38 | Italia (bandiera)  | C     | Thomas Schirò                    |
| 41 | Brasile (bandiera) | C     | Jonathan Silva                   |
| 44 | Italia (bandiera)  | P     | Antonio Martino                  |
| 77 | Italia (bandiera)  | A     | Mario Vilardi                    |
| 93 | Italia (bandiera)  | A     | Marco Tumminello (vice capitano) |
|    | Italia (bandiera)  | P     | Davide Merelli                   |
|    | Italia (bandiera)  | D     | Walter Guerra                    |
|    | Italia (bandiera)  | A     | Marco Zunno                      |

## Calciomercato

### Sessione estiva(dal 1º/7 al 30/8)
| Acquisti         | Acquisti       | Acquisti   | Acquisti            |
| R.               | Nome           | da         | Modalità            |
| ---------------- | -------------- | ---------- | ------------------- |
| P                | Davide Merelli | AZ Picerno | definitivo          |
| D                | Walter Guerra  | AZ Picerno | definitivo          |
| A                | Marco Zunno    | Cremonese  | definitivo          |
| Altre operazioni |                |            |                     |
| R.               | Nome           | a          | Modalità            |
| A                | Jacopo Murano  | Foggia     | obbligo di riscatto |

| Cessioni | Cessioni           | Cessioni               | Cessioni              |
| R.       | Nome               | a                      | Modalità              |
| -------- | ------------------ | ---------------------- | --------------------- |
| C        | Dimităr Kostadinov | PSFK Černomorec Burgas | definitivo            |
| C        | Luis Rojas         |                        | risoluzione contratto |
| A        | Diego Voncina      |                        | risoluzione contratto |

## Risultati

### Coppa Italia Serie C

#### Turni eliminatori
| Crotone 17 agosto 2025, ore 21:00 CEST Primo turno eliminatorio | Crotone | – | Catania | Stadio Ezio Scida |

## Statistiche

### Statistiche di squadra
Statistiche aggiornate al 25 giugno 2025
| Competizione         | Punti | In casa | In casa | In casa | In casa | In casa | In casa | In trasferta | In trasferta | In trasferta | In trasferta | In trasferta | In trasferta | Totale | Totale | Totale | Totale | Totale | Totale | DR |
| Competizione         | Punti | G       | V       | N       | P       | Gf      | Gs      | G            | V            | N            | P            | Gf           | Gs           | G      | V      | N      | P      | Gf     | Gs     | DR |
| -------------------- | ----- | ------- | ------- | ------- | ------- | ------- | ------- | ------------ | ------------ | ------------ | ------------ | ------------ | ------------ | ------ | ------ | ------ | ------ | ------ | ------ | -- |
| Serie B              | -     | -       | -       | -       | -       | -       | -       | -            | -            | -            | -            | -            | -            | -      | -      | -      | -      | -      | -      | -  |
| Coppa Italia Serie C | -     | -       | -       | -       | -       | -       | -       | -            | -            | -            | -            | -            | -            | -      | -      | -      | -      | -      | -      | -  |
| Totale               | -     | -       | -       | -       | -       | -       | -       | -            | -            | -            | -            | -            | -            | -      | -      | -      | -      | -      | -      | -  |

### Andamento in campionato
| Giornata  | 1 | 2 | 3 | 4 | 5 | 6 | 7 | 8 | 9 | 10 | 11 | 12 | 13 | 14 | 15 | 16 | 17 | 18 | 19 | 20 | 21 | 22 | 23 | 24 | 25 | 26 | 27 | 28 | 29 | 30 | 31 | 32 | 33 | 34 | 35 | 36 | 37 | 38 |
| --------- | - | - | - | - | - | - | - | - | - | -- | -- | -- | -- | -- | -- | -- | -- | -- | -- | -- | -- | -- | -- | -- | -- | -- | -- | -- | -- | -- | -- | -- | -- | -- | -- | -- | -- | -- |
| Luogo     |   |   |   |   |   |   |   |   |   |    |    |    |    |    |    |    |    |    |    |    |    |    |    |    |    |    |    |    |    |    |    |    |    |    |    |    |    |    |
| Risultato |   |   |   |   |   |   |   |   |   |    |    |    |    |    |    |    |    |    |    |    |    |    |    |    |    |    |    |    |    |    |    |    |    |    |    |    |    |    |
| Posizione |   |   |   |   |   |   |   |   |   |    |    |    |    |    |    |    |    |    |    |    |    |    |    |    |    |    |    |    |    |    |    |    |    |    |    |    |    |    |

Fonte: Lega Pro
Legenda:

Luogo: N = Campo neutro; C = Casa; T = Trasferta. Risultato: V = Vittoria; N = Pareggio; S = Sconfitta.
- = Turno di riposo.

### Statistiche dei giocatori
In corsivo i calciatori ceduti a stagione in corso.
| Giocatore      | Serie C  | Serie C | Serie C     | Serie C    | Coppa Italia Serie C | Coppa Italia Serie C | Coppa Italia Serie C | Coppa Italia Serie C | Totale   | Totale | Totale      | Totale     |
| Giocatore      | Presenze | Reti    | Ammonizioni | Espulsioni | Presenze             | Reti                 | Ammonizioni          | Espulsioni           | Presenze | Reti   | Ammonizioni | Espulsioni |
| -------------- | -------- | ------- | ----------- | ---------- | -------------------- | -------------------- | -------------------- | -------------------- | -------- | ------ | ----------- | ---------- |
| N. Armini      | 0        | 0       | 0           | 0          | 0                    | 0                    | 0                    | 0                    | 0        | 0      | 0           | 0          |
| A. Barberis    | 0        | 0       | 0           | 0          | 0                    | 0                    | 0                    | 0                    | 0        | 0      | 0           | 0          |
| R. Cantisani   | 0        | 0       | 0           | 0          | 0                    | 0                    | 0                    | 0                    | 0        | 0      | 0           | 0          |
| R. Cargnelutti | 0        | 0       | 0           | 0          | 0                    | 0                    | 0                    | 0                    | 0        | 0      | 0           | 0          |
| C. Crialese    | 0        | 0       | 0           | 0          | 0                    | 0                    | 0                    | 0                    | 0        | 0      | 0           | 0          |
| F. D'Alterio   | 0        | -0      | 0           | 0          | 0                    | -0                   | 0                    | 0                    | 0        | -0     | 0           | 0          |
| D. Di Pasquale | 0        | 0       | 0           | 0          | 0                    | 0                    | 0                    | 0                    | 0        | 0      | 0           | 0          |
| A. Gallo       | 0        | 0       | 0           | 0          | 0                    | 0                    | 0                    | 0                    | 0        | 0      | 0           | 0          |
| M. Giron       | 0        | 0       | 0           | 0          | 0                    | 0                    | 0                    | 0                    | 0        | 0      | 0           | 0          |
| G. Gómez       | 0        | 0       | 0           | 0          | 0                    | 0                    | 0                    | 0                    | 0        | 0      | 0           | 0          |
| F. Groppelli   | 0        | 0       | 0           | 0          | 0                    | 0                    | 0                    | 0                    | 0        | 0      | 0           | 0          |
| A. Guerini     | 0        | 0       | 0           | 0          | 0                    | 0                    | 0                    | 0                    | 0        | 0      | 0           | 0          |
| W. Guerra      | 0        | 0       | 0           | 0          | 0                    | 0                    | 0                    | 0                    | 0        | 0      | 0           | 0          |
| A. Martino     | 0        | -0      | 0           | 0          | 0                    | -0                   | 0                    | 0                    | 0        | -0     | 0           | 0          |
| D. Merelli     | 0        | -0      | 0           | 0          | 0                    | -0                   | 0                    | 0                    | 0        | -0     | 0           | 0          |
| J. Murano      | 0        | 0       | 0           | 0          | 0                    | 0                    | 0                    | 0                    | 0        | 0      | 0           | 0          |
| E. Oviszach    | 0        | 0       | 0           | 0          | 0                    | 0                    | 0                    | 0                    | 0        | 0      | 0           | 0          |
| M. Piras       | 0        | 0       | 0           | 0          | 0                    | 0                    | 0                    | 0                    | 0        | 0      | 0           | 0          |
| F. Ricci       | 0        | 0       | 0           | 0          | 0                    | 0                    | 0                    | 0                    | 0        | 0      | 0           | 0          |
| A. Rispoli     | 0        | 0       | 0           | 0          | 0                    | 0                    | 0                    | 0                    | 0        | 0      | 0           | 0          |
| J. Sassi       | 0        | -0      | 0           | 0          | 0                    | -0                   | 0                    | 0                    | 0        | -0     | 0           | 0          |
| T. Schirò      | 0        | 0       | 0           | 0          | 0                    | 0                    | 0                    | 0                    | 0        | 0      | 0           | 0          |
| J. Silva       | 0        | 0       | 0           | 0          | 0                    | 0                    | 0                    | 0                    | 0        | 0      | 0           | 0          |
| R. Stronati    | 0        | 0       | 0           | 0          | 0                    | 0                    | 0                    | 0                    | 0        | 0      | 0           | 0          |
| M. Tumminello  | 0        | 0       | 0           | 0          | 0                    | 0                    | 0                    | 0                    | 0        | 0      | 0           | 0          |
| M. Vilardi     | 0        | 0       | 0           | 0          | 0                    | 0                    | 0                    | 0                    | 0        | 0      | 0           | 0          |
| Vinicius       | 0        | 0       | 0           | 0          | 0                    | 0                    | 0                    | 0                    | 0        | 0      | 0           | 0          |
| M. Vitale      | 0        | 0       | 0           | 0          | 0                    | 0                    | 0                    | 0                    | 0        | 0      | 0           | 0          |
| M. Zunno       | 0        | 0       | 0           | 0          | 0                    | 0                    | 0                    | 0                    | 0        | 0      | 0           | 0          |

## Giovanili

### Organigramma
Area direttiva
- Responsabile settore giovanile: Andrea Carrozza
- Responsabile scouting: Alessio Cappella

Giovanissimi Nazionali Under 15
- Allenatore: Luciano Alba[20]

Primavera 3
- Allenatore: Francesco Lomonaco[21][22]

Allievi Nazionali Under 17
- Allenatore: Massimiliano Corrado[23]